# Zweitina
Zweitina is een plaats in het Syrische gouvernement Homs.